# Distrito de Capachica
El distrito de Capachica es uno de los quince distritos que conforman la Provincia de Puno, en el Departamento de Puno, Perú. Eclesiásticamente, forma parte de la Diócesis de Puno, la cual pertenece a la Arquidiócesis de Arequipa.

## Ubicación geográfica
El distrito de Capachica se encuentra ubicado en la provincia de Puno, en el Departamento de Puno. Está situado a una altitud de 3,880 m s. n. m., en las coordenadas 15° 38' 30” de latitud sur y 69° 49' 50” de longitud oeste del meridiano de Greenwich. Se ubica a 62 kilómetros al noroeste de la ciudad de Puno.
Capachica, junto con la península de Chucuito, delimita el Golfo de Puno. Capachica está conformado por 16 comunidades: Llachón, Yapura, Lago Azul, Collpa, Miraflores, Capano, Ccotos, Siale, Chillora, Isañura, Escallani, Toctoro, Hilata, San Cristóbal, Yancaco y Capachica. Tiene aproximadamente 8 mil habitantes y cuenta con una extensión aproximada de 117,06 km².
Los límites del distrito son:
- Norte: Distrito Pusi (Provincia de Huancané)
- Sur: Lago Titicaca
- Este: Lago Titicaca
- Oeste: Distritos de Huata y Coata

## Vías de acceso
| Terrestre              | Terrestre      | Terrestre                |
| Localidad              | Distancia (km) | Tiempo aproximado (hora) |
| ---------------------- | -------------- | ------------------------ |
| Puno - Capachica       | 62             | 1:20                     |
| Puno - Chifrón         | 66,5           | 1:25                     |
| Puno - Páramis (Siale) | 67             | 1:30                     |
| Puno - Ccotos          | 69             | 1:35                     |
| Puno - Llachón         | 75             | 1:45                     |
| Puno - Escallani       | 77             | 2:00                     |

| Acuático               | Acuático                 |
| Localidad              | Tiempo aproximado (hora) |
| ---------------------- | ------------------------ |
| Puno - Capachica       | 1:20                     |
| Puno - Chifrón         | 1:25                     |
| Puno - Páramis (Siale) | 1:30                     |
| Puno - Ccotos          | 1:35                     |
| Puno - Llachón         | 1:45                     |
| Puno - Escallani       | 2:00                     |

## Historia
Las primeras evidencias de ocupación prehispánica de la península se encuentran en centros ceremoniales como Inka Qarus en Llachón.
Las características arquitectónicas que presenta se ubican en el Período Formativo, al igual que el centro ceremonial de Pachatata y el centro ceremonial de Pachamama en la isla Amantaní. Estos recintos religiosos son lugares de culto vinculados con divinidades andinas; estas divinidades se relacionan con el ciclo de reproducción, por ello la presencia de los dioses femenino y masculino próximos al lago, considerado el origen de toda forma de vida, no solo de las sociedades de la cuenca del Titicaca, sino también en los mitos de los waris (Ayacucho).
Durante el Período Intermedio, la ocupación fue intensiva por la presencia de infraestructura agrícola como los wuaru wuarus hacia el lado este de la península. La presencia de la cultura Tiwanaku quedó confirmada por el hallazgo de fragmentos de cerámica en terrazas de toda la península de Capachica.
En el Período Tardío, fue destinada a la producción agrícola; extensos espacios fueron ocupados por obras de infraestructura para el cultivo de plantas alimenticias como tubérculos y granos. Estas áreas van desde la punta de Llachón hasta el límite con el distrito de Pusi. Las laderas aún conservan un complejo sistema de andenes, que debieron ser de alto rendimiento productivo, pero por falta de conservación, muchas zonas sufrieron erosión y se perdieron.
Las sociedades agrícolas prehispánicas están muy relacionadas con centros ceremoniales. Esto se evidencia en la existencia de los llamados Inka Qancha, no solo en Llachón, sino también en Siale y Yapura, en el cerro Allan Pukara, donde se realizan ritos propiciatorios el 2 de febrero. En ese cerro también se encuentra un monolito que parece pertenecer a la cultura Pukara.
El dominio del Altiplano por el Estado Inca desde 1452 d.C. orientó su política hacia la ampliación de la frontera agrícola; así, las áreas de mayor producción fueron las tierras de la cuenca lacustre. Por ello se construyeron numerosas infraestructuras agrícolas, algunas de las cuales aún se conservan en las islas y penínsulas de Capachica y Chucuito.
Período colonial
Capachica fue fundada con el nombre de San Salvador de Capachica cuando los españoles llegaron a orillas del riachuelo Musinca. Los principales solares, de acuerdo con Mutuo, fueron repartidos conforme a lo dispuesto por la Iglesia, el Cabildo y la Gobernación. El nombre de San Salvador se debe, según cuentan, al agradecimiento de los españoles que naufragaron en una embarcación de totora; luego de muchos ruegos y oraciones, estos pudieron por fin salvarse. De ahí nace el nombre San Salvador de Capachica.
En un inicio, Capachica pertenecía a la provincia de Huancané. Esto sucedía en el período presidencial del mariscal Ramón Castilla, quien lo incorporó a la provincia de Puno según D.L. 12103 del 02-05-1854.
Capachica intervino en todos los movimientos sociales y reivindicativos en contra de la opresión de los españoles. Durante la rebelión de Túpac Amaru, fueron apresados los líderes capachiqueños de entonces, quienes luego fueron decapitados en la misma población y sus cabezas colgadas en una gran roca. Hoy se conoce a esta gran roca como Umasuyo.
Durante la independencia hubo también un movimiento Tahuantinsuyo. Sus líderes fueron de diferentes parcialidades, como Paucar de Capano, Mendoza de Chillora, y otros que han quedado en el anonimato.
Los primeros datos etnohistóricos referenciales que se tienen de Capachica están en la tasa de visita ordenada por el virrey Francisco de Toledo en 1573. Por esta tasa se demuestra que Capachica pertenecía al corregimiento de Paucarcolla. Este comprendía siete repartimientos, ordenados por número de tributarios: 
1.º Capachica (5,360 tributarios), 
2.º Puno (4,705), 
3.º Paucarcolla (4,586), 
4.º Huancané (3,394), 
5.º Moho (2,768), 
6.º Coata (1,506), 
7.º Vilque (1,262). 
Esto demuestra que Capachica estaba densamente poblada aún después de cuatro décadas de la conquista. También explica las extensas infraestructuras prehispánicas construidas en la zona. 
En 1573, los indios de Capachica tenían como encomendero a Diego Peralta. Esta encomienda le fue otorgada por el virrey La Gasca. Los 1,303 tributarios se dividían en 788 aimaras y 515 uros. El adoctrinamiento fue responsabilidad de los frailes mercedarios, quienes también se establecieron en Pusi (provincia de Huancané). Desde fines del siglo XVI, esta doctrina dependía del Obispado de La Paz.
El templo de San Salvador de Capachica fue construido en 1648 por iniciativa del padre Fray Bernardino Ávila. En los siglos siguientes se realizaron muchos trabajos de mantenimiento, como lo menciona el arquitecto Ramón Gutiérrez (1986).
Durante el siglo XVIII, el acontecimiento que mayor impacto causó fue el movimiento tupacamarista. Capachica apoyó la revolución, pero tras la derrota, la represión colonial fue sangrienta. Los líderes fueron decapitados en el pueblo y sus cabezas colgadas en la roca hoy conocida como Umansuyo.
Durante la guerra de la independencia también hubo participación activa. Se recuerdan nombres como Paucar de Capano y Mendoza de Chillora, aunque muchos otros quedaron en el anonimato.
Al inicio de la vida republicana, Capachica aún pertenecía a la provincia de Huancané. Fue incorporada a la provincia de Puno por el mariscal Ramón Castilla en 1854 (D.L. 12103, 02-05-1854).
El historiador Emilio Vásquez (1976) destaca la participación de Capachica en la rebelión de Juan Bustamante en 1867, como parte de los movimientos campesinos contra los abusos de autoridades y hacendados en Azángaro y Huancané.

## División administrativa
El área total del distrito es de 117,06 km², distribuidos entre comunidades campesinas y centros poblados menores.
Capachica está conformada por 16 comunidades: Llachón, Yapura, Lago Azul, Collpa, Miraflores, Capano, Ccotos, Siale, Chillora, Isañura, Escallani, Toctoro, Hilata, San Cristóbal, Yancaco y Capachica (población).
Su extensión aproximada es de 117,06 km² y sus límites son:
- Norte: Distrito de Pusi (Huancané)
- Oeste: Lago Titicaca y distrito de Coata (Puno)
- Este: Lago Titicaca (Lago Grande)
- Sur: Lago Titicaca (Lago Chico)[1]

## Artesanía
En el distrito de Capachica, la artesanía es muy peculiar, empezando por sus singulares vestimentas bordadas. El colorido, las formas y los diseños de los bordados son creaciones típicas propias de la península.
Destacan los sombreros llamados monteras; los chalecos: "juyonas" para las damas y chalecos para los varones; las mantas o "chucos"; además de otras prendas como llicllas, frazadas, chullos, chompas, chaquetas, fajas, pisos, almillas y chamarras. También destacan los trabajos cincelados en piedra.

## Gastronomía
La gastronomía en Capachica es variada y típica de la región altiplánica. Entre sus platos destacan:
- Chupe de quinua
- Caldo de gallina con chuño
- Chairo
- Huatia con carne de alpaca
- Picante de cuy
- Pesque de quinua

## Pesca artesanal
El distrito de Capachica tiene comunidades ubicadas a orillas del lago Titicaca, como Llachón, Ccotos, Capano, Escallani y Siale. En estas zonas, la pesca artesanal es una actividad fundamental para la alimentación y economía de las familias.
Se utilizan botes de totora y madera, así como redes y anzuelos, para la captura de especies como:
- Ispi
- Karachi
- Trucha
- Pejerrey

La pesca se realiza principalmente en la madrugada y el producto se destina al consumo local o venta en mercados de Puno y Juliaca.

## Danzas típicas
Capachica posee una gran variedad de danzas tradicionales que reflejan la cosmovisión, historia y espiritualidad de sus habitantes. Entre las más representativas se encuentran:
- Cápac Qolla
- Tinku
- Siku Morenos
- Kena Kenas
- Diablada
- Llameritos

Cada comunidad mantiene sus propias danzas que son presentadas durante las festividades patronales y celebraciones comunales, especialmente durante la Fiesta de la Virgen de la Candelaria y el aniversario del distrito.

## Festividades
Entre las principales celebraciones del distrito de Capachica se encuentran:
- Fiesta de la Virgen de la Candelaria – 2 de febrero: Celebración religiosa y cultural con danzas típicas, misas, procesiones y ferias gastronómicas.
- Fiesta de San Salvador de Capachica – 6 de agosto: Santo patrón del distrito. Incluye actividades religiosas, presentación de danzas autóctonas, música y eventos deportivos.
- Semana Santa: Celebraciones religiosas tradicionales en todas las comunidades.
- Aniversario del distrito – 2 de mayo: Fecha cívica conmemorativa con desfiles, concursos de danzas y actividades culturales.

## Turismo
Capachica es una zona de gran valor turístico gracias a su ubicación en la península del mismo nombre, a orillas del lago Titicaca. Las principales actividades turísticas incluyen:
- Turismo vivencial: Hospedaje en casas comunales, participación en actividades agrícolas y culturales.
- Caminatas y senderismo: Rutas panorámicas en comunidades como Llachón, Ccotos y Escallani.
- Paseos en bote: Navegación por el lago en botes de totora y madera.
- Observación de flora y fauna: Ecosistemas lacustres con gran biodiversidad.
- Festividades locales: Experiencia directa con tradiciones vivas.

Las comunidades más visitadas por turistas nacionales e internacionales son Llachón, Ccotos y Escallani, que cuentan con infraestructura básica para el turismo rural comunitario.

## Medios de comunicación
El distrito cuenta con los siguientes medios de comunicación:
- Telefonía fija y móvil en las principales comunidades.
- Acceso limitado a internet (mayormente en la capital distrital).
- Radioemisoras locales y señal de televisión abierta.
- Emisoras comunitarias que difunden noticias, música folklórica y programas en quechua y español.

## Autoridades

### Municipales (Periodo 2023–2026)
- Alcalde: Sr. Pedro Mamani Poma
- Teniente alcalde: Sr. Mario Quispe Tito
- Regidores: 
  - Reg. Rosalía Coaquira Sucapuca
  - Reg. Julio Ramos Huanca
  - Reg. Benita Chambilla Coila
  - Reg. Oscar Mamani Cruz

### Comunales
Cada comunidad cuenta con su propio presidente comunal, elegido democráticamente por los miembros de la comunidad para periodos anuales o bianuales. Estos líderes se encargan de la gestión local y la coordinación con el municipio.